# ارنستو بورل
ارنستو بورل (انگلیسی: Ernesto Borel; ۱ ژانویهٔ ۱۸۸۹ – ۵ اکتبر ۱۹۵۱) بازیکن فوتبال اهل ایتالیا بود.
از باشگاه‌هایی که در آن بازی کرده‌است می‌توان به باشگاه فوتبال یوونتوس، باشگاه فوتبال کن، و باشگاه فوتبال نیس اشاره کرد.